# Sozialgericht Halle
Das Sozialgericht Halle ist ein Gericht der Sozialgerichtsbarkeit. Es ist eines von drei Sozialgerichten in Sachsen-Anhalt und hat seinen Sitz in Halle (Saale). Präsident des Sozialgerichts ist Gerhard Schulze.

## Gerichtsgebäude
Das Sozialgericht befindet sich im Justizzentrum Halle in der Thüringer Straße 16. Dort ist ebenfalls das Landessozialgericht Sachsen-Anhalt angesiedelt.

## Spruchkörper
Bei dem Sozialgericht bestehen 26 Kammern und eine Gütekammer, die mit 26 Richtern besetzt sind. Der Frauenanteil beträgt mit 15 Richterinnen 57,7 %.

## Übergeordnete Gerichte und Gerichtsbezirk
Das Sozialgericht Halle ist örtlich für die Stadt Halle (Saale), den Burgenlandkreis, den Saalekreis und den Landkreis Mansfeld-Südharz zuständig. Die sachliche Zuständigkeit ergibt sich aus dem Sozialgerichtsgesetz.
Dem Sozialgericht Halle ist das Landessozialgericht Sachsen-Anhalt übergeordnet. Dieses ist dem Bundessozialgericht in Kassel untergeordnet.